# Odd Christian Eiking
Odd Christian Eiking   (Stord, 28 de desembre de 1994) és un ciclista noruec, professional des del 2014 i actualment a l'equip Uno-X Mobility.

## Palmarès
- 2015
  -  Campió de Noruega sub-23 en ruta
  - Vencedor d'una etapa al Giro de la Vall d'Aosta
- 2017
  - 1r als Boucles de l'Aulne
- 2018
  - Vencedor d'una etapa al Tour de Valònia
- 2019
  - Vencedor d'una etapa a l'Arctic Race of Norway

### Resultats a la Volta a Espanya
- 2016: 77è de la classificació general
- 2017: No surt (21a etapa)
- 2021: 11è de la classificació general

### Resultats al Tour de França
- 2019: 111è de la classificació general
- 2024: 34è de la classificació general